# Armoriale dei comuni dell'Allier
Questa pagina contiene le armi (stemma e blasonatura) dei comuni dell'Allier.
| Stemma | Nome del comune e blasonatura |
| ------ | --- |
|        | Ainay-le-Château D'argent aux trois pairles alésés de sable (d'argento, a tre pergole scorciate di nero) |
|        | Arfeuilles D'azur à la fleur de lys d'or accompagnée de trois étoiles du même (d'azzurro, al giglio d'oro accompagnato da tre stelle dello stesso) |
|        | Arpheuilles-Saint-Priest Parti: au premier d'or à la feuille de chêne de sinople, au second de gueules à la harpe d'argent; le tout sommé d'un chef d'azur chargé d'une clef d'or posée en fasce (partito: nel 1º d'oro, alla foglia di quercia di verde; nel 2º di rosso, all'arpa d'argento; il tutto cimato da un capo d'azzurro caricato da una chiave d'oro posta in fascia) |
|        | Arronnes D'or au pairle ondé d'azur accompagné en chef d'un bonnet phrygien de gueules, à dextre d'une crosse d'évêque, et à senestre d'une clef, le tout de sable (d'oro, alla pergola ondata d'azzurro, accompagnata in capo da un berretto frigio di rosso, a destra da un pastorale episcopale, e a sinistra da una chiave, il tutto di nero) |
|        | Aubigny D'or à la bande de gueules chargée de trois lionceaux d'argent et accompagnée de deux glands feuillés de sinople, au chef ondé d'azur chargé d'une cotice de gueules accompagnée de deux fleurs de lys d'or (d'oro, alla banda di rosso caricata di tre leoncelli d'argento e accompagnata da due ghiande fogliate di verde; al capo ondato d'azzurro, caricato da una cotissa di rosso accostata da due gigli d'oro) |
|        | Avermes D'argent aux trois fasces de sable, à la bande du même brochante chargée de trois fasces aussi d'argent surchargées, la 1ère d'une rose de gueules boutonnée du champ, la 2ème d'une molette aussi de gueules, et la 3ème d'une croisette celtique du même (d'argento, a tre fasce di nero, alla banda attraversante dello stesso caricata da tre fasce pure d'argento sovraccaricate, la 1ª di una rosa di rosso bottonata del campo, la 2ª da una rotella di sperone pure di rosso, e la 3ª di una crocetta celtica dello stesso)                                                   |
|        | Bagneux D'argent à la bande ondée d'azur, accompagnée en chef d'une épée d'or à la garde de sable posée en bande, et en pointe d'une feuille de chêne de sinople aussi posée en bande ; au franc canton de gueules chargé d'une tour d'or ouverte, ajourée et maçonnée de sable (d'argento, alla banda ondata d'azzurro, accompagnata in capo da una spada d'oro con la guardia di nero, posta in banda, e in punta da una foglia di quercia di verde pure posta in banda; al canton franco di rosso, caricato da una torre d'oro, aperta, finestrata e murata di nero)                       |
|        | Barrais-Bussolles Barré de sable et d'or, la seconde et la troisième barre de sable chargées chacune d'une croisette ancrée d'or, les croisettes rangées en pal (sbarrato di nero e d'oro, con la seconda e la terza sbarra di nero caricate ciascuna da una crocetta ancorata d'oro, con le crocette ordinate in palo) |
|        | Bellerive-sur-Allier Coupé : au 1er de sinople à deux fleurs de lys d'or ; au 2ème de gueules à un étui de crosse d'or ; sur le tout : une fasce ondée d'argent brochant sur la partition et un cheval coupé d'or brochant sur le tout (troncato: nel 1º di verde, a due gigli d'oro; nel 2º di rosso, all'estremità superiore di pastorale d'oro; alla fascia ondata d'argento attraversante sulla partizione e al cavallo reciso d'oro attraversante sul tutto) |
|        | Bert D'azur au barbeau d'argent accosté de six étoiles d'or rangées en pal 3 et 3 (d'azzurro, al barbo d'argento, accostato da sei stelle d'oro ordinate in palo 3 e 3) |
|        | Bessay-sur-Allier Écartelé, le trait du coupé crénelé de 4 pièces: au premier de sinople à la tête de cheval d'or, au deuxième d'argent à la fasce ondée d'azur, au troisième d'argent à la couronne de lauriers de sinople, au quatrième de sinople à la gerbe d'or (inquartato, con la linea del troncato merlata di 4 pezzi; nel 1º di verde, alla testa di cavallo d'oro; nel 2º d'argento, alla fascia ondata d'azzurro; nel 3º d'argento, alla corona d'alloro di verde; nel 4º di verde, al covone di grano d'oro)                                                                     |
|        | Billy D'azur au château d'argent, ouvert et ajouré de sable, accompagné de trois fleurs de lys d'or (d'azzurro, al castello d'argento, aperto e finestrato di nero, accompagnato da tre gigli d'oro) |
|        | Biozat D'azur aux trois roue d'or, au chef d'argent fretté de gueules (d'azzurro, a tre ruote d'oro; al capo d'argento cancellato di rosso) |
|        | Bourbon-l'Archambault D'azur aux trois fleurs de lys d'or, au baton de gueules brochant sur le tout (d'azzurro, a tre gigli d'oro, al bastone di rosso attraversante) d'or au lion de gueules accompagné de huit coquilles d'azur (d'oro, al leone di rosso accompagnato da otto conchiglie d'azzurro) Il comune utilizza un partito delle due armi suindicate |
|        | Bransat Tiercé en pairle renversé : au premier de gueules à la croix de Malte d'argent, au deuxième d'or à la grappe de raisin tigée et feuillée de sinople, au troisième d'azur au pont de deux arches d'argent maçonné du champ (interzato in pergola rovesciata; nel 1º di rosso, alla croce di Malta d'argento; nel 2º d'oro, al grappolo d'uva fustato e fogliato di verde; nel 3º d'azzurro, al ponte di due archi d'argento, murato del campo) |
|        | Bressolles Coupé: au premier mi-parti de gueules aux trois bandes d'argent et d'azur à l'ancre aussi d'argent entortillée de sa gumène de sable, au second d'or au chêne terrassé de sinople (semipartito troncato: nel 1º di rosso, a tre bande d'argento; nel 2º d'azzuro, all'ancora pure d'argento, attorcigliata dalla sua gomena di nero; nel 3º d'oro, alla quercia terrazzata di verde) Incongruenza tra disegno e blasonatura: il 1º è disegnato d'argento a tre bande di rosso. |
|        | Broût-Vernet De gueules aux deux crosses d'or passées en sautoir, cantonné en chef d'un rencontre de taureau, en pointe d'une feuille d'orme et aux flancs de deux tours ouvertes du champ, le tout d'argent, au chef cousu d'azur chargé de trois étoiles aussi d'argent (di rosso, a due pastorali d'oro passati in decusse, accantonati in capo da un riscontro di toro, in punta da una foglia d'olmo, e ai fianchi da due torri aperte del campo, il tutto d'argento; al capo cucito d'azzurro, caricato di tre stelle pure d'argento)                                                   |
|        | Cérilly de gueules à trois épis d'or (di rosso, a tre spighe d'oro) |
|        | Chantelle D'or à la bande d'azur chargée en coeur d'un rossignol d'argent (d'oro, alla banda d'azzurro caricata in cuore da un usignolo d'argento) |
|        | La Chapelle De sinople au sautoir ondé d'argent, à l'écu de gueules brochant en abîme et chargé d'une chapelle du lieu d'or, ouverte et ajourée de sable bordé d'argent, et essorrée aussi de sable (di verde, al decusse ondato d'argento, allo scudo di rosso attraversante in cuore e caricato da una cappella locale d'oro, aperta e finestrata di nero bordata d'argento e coperta pure di nero) |
|        | Charroux De sinople à un chariot d'argent (di verde, al carrello d'argento) |
|        | Châtelperron Écartelé aux 1 et 4 d'or au dauphin pâmé d'azur, qui est des Dauphins d'Auvergne, aux 2 et 3 de gueules au lion d'hermine, lampassé et couronné d'or, qui est des Chabannes-La Palice (inquartato: nel 1° e 4° d'oro, al delfino boccheggiante d'azzurro, che è dei Delfini d'Alvernia; nel 2° e 3° di rosso, al leone d'armellino, lampassato e coronato d'oro, che è degli Chabannes-La Palice) |
|        | Châtelus Taillé: au premier de gueules au lion d'argent couronné d'or issant de la partition, au second d'azur semé de fleurs de lys d'or à la cotice cousue de gueules issant aussi de la partition (tagliato: nel 1º di rosso, al leone d'argento, coronato d'oro nascente dalla partizione; nel 2º d'azzurro seminato di gigli d'oro, alla cotissa cucita di rosso nascente pure dalla partizione) |
|        | Chevagnes D'or au cornet de sable, virolé et lié de gueules, à la bordure d'azur chargée de huit fleurs de lys du champ (d'oro, al corno di nero, guarnito e legato di rosso, alla bordura d'azzurro caricata di otto gigli del campo) |
|        | Chezelle D'azur à la chapelle d'argent soutenue d'une branche de vigne fruitée et pamprée d'or et d'un épi de blé tigé et feuillé du même passés en sautoir par la pointe (d'azzurro, alla cappella d'argento sostenuta da un ramo di vite fruttato e pampinoso d'oro e da unaspiga di grano fustata e fogliata dello stesso passate in decusse dalla punta) |
|        | Chouvigny D'argent au mont de sinople sur une mer d'azur issante de la pointe, le mont surmonté d'un château de gueules ouvert d'argent et ajouré de sable, accompagné en chef de deux macles de gueules; la mer étant surchargée d'un écusson de gueules à la bande d'or; à la bordure de vair (d'argento, al monte di verde su un mare d'azzurro nascente dalla punta, il monte sormontato da un castello di rosso, aperto d'argento e finestrato di nero, accompagnato in capo da due losanghe di rosso; il mare caricato da uno scudetto di rosso alla banda d'oro, alla bordura di vaio) |
|        | Commentry De gueules à l'enclume de sable surmonté d'un marteau et d'un pic de mineur du même posés en sautoir, surmontés d'une lampe de mineur du même allumée d'argent (di rosso, all'incudine di nero sormontata da un martello e da una piccozza da minatore dello stesso poste in decusse, surmontati da una lampada da minatore dello stesso illuminata d'argento) |
|        | Cosne-d'Allier Tiercé en pairle, au premier de gueules à la coquille d'or; au deuxième d'azur au caducée aussi d'or; au troisième aussi d'azur à l'épée de Saint Martin renversée aussi d'or; au pairle d'argent brochant sur la partition (interzato in pergola: nel 1º di rosso, alla conchiglia d'oro; nel 2º d'azzurro, al caduceo pure d'oro; nel 3º pure d'azzurro alla spada di San Martino rovesciata pure d'oro; alla pergola d'argento attraversante sulla partizione) |
|        | Créchy De gueules à la bande d'argent accompagnée en chef d'un lion d'or et en pointe d'une mitre d'évêque du même (di rosso, alla banda d'argento, accompagnata in capo da un leone d'oro e, in punta, da una mitria vescovile dello stesso) |
|        | Creuzier-le-Neuf D'azur au chevron d'argent surmonté d'une colombe montante du même, accompagné en chef à dextre d'une grappe de raisin, à senestre d'une pomme, toutes 2 feuillées d'une pièce, et en pointe d'une crosse, le tout d'or (d'azzurro, allo scaglione d'argento sormontata da una colomba montante dello stesso, accompagnato in capo destra da un grappolo d'uva, a sinistra da una mela, entrambi fogliati di un pezzo, e in punta da un pastorale, il tutto d'oro) |
|        | Creuzier-le-Vieux Parti: au premier de gueules à l'épi de blé d'or posé en pal, au second d'or à la grappe de raisin de gueules pampée de sinople (partito: nel 1º di rosso, alla spiga di grano d'oro posta in palo; nel 2º d'oro, al grappolo d'uva di rosso, pampinoso di verde) |
|        | Cusset Deux écus accolés: - De gueules semé d'écussons d'or - D'azur au dextrchère d'argent mouvant d'une nuée de même, tenant une épée aussi d'argent, garnie d'or et couronnée du même (due scudi accollati: - di rosso, seminato di scudetti d'oro - d'azzurro, al destrocherio d'argento movente da una nuvola dello stesso, tenente una spada pure d'argento, guarnita d'oro e coronata dello stesso) |
|        | Cusset De gueules, au bras dextre d'argent, sortant d'une nue d'argent ombré d'azur, tenant une épée à lame d'argent et à garde d'or, supportant une couronne française fermée d'or (di rosso, al destrocherio d'argento uscente da una nuvola d'argento ombrata d'azzurro, tenente una spada d'argento guarnita d'oro, sostenente una corona francese chiusa d'oro) |
|        | Domérat D'azur à la bande d'or chargée d'une bande de gueules, accompagnée de deux grappes de raisin aussi d'or, tigées et vrillées de sable, feuillées de sinople (d'azzurro, alla banda d'oro caricata di una banda di rosso, accompagnata da due grappoli d'uva pure d'oro, fustati e villosi di nero, fogliati di verde) |
|        | Dompierre-sur-Besbre De gueules semé de billettes d'or, au lion du même brochant sur le tout, au chef de sable chargé d'un sautoir aussi d'or (di rosso seminato di biglietti d'oro, al leone dello stesso; al capo di nero caricato di una croce di Sant'Andrea d'oro) |
|        | Ébreuil De gueules, à la croix écartelée d'argent et d'azur, cantonnée de 4 fleurs de lis d'or (di rosso, alla croce inquartata d'argento e d'azzurro, accantonata da quattro gigli d'oro) D'argent, à une belette de gueules (d'argento, alla donnola di rosso) |
|        | Ébreuil De gueules à la croix écartelée d'argent et d'azur, cantonnée de quatre fleurs de lys d'or, au chef aussi d'argent chargé d'une belette du champ (di rosso, alla croce inquartata d'argento e d'azzurro, accantonata da quattro gigli d'oro, al capo d'argento caricato da una donnola di rosso) |
|        | Escurolles D'azur à la main dextre d'argent en bande, tenant une gerbe de blé d'or liée de gueules posée en barre, le tout accompagné au canton dextre du chef d'une fleur de lys d'or (d'azzurro, alla mano destra d'argento in banda, tenente un covone di grano d'oro legato di rosso e posto in sbarra, il tutto accompagnato nel canton destro del capo da un giglio d'oro) |
|        | Étroussat D'azur aux deux épis de blé d'or passés en sautoir par la pointe, surmontés d'une grappe de raisin du même, au chef d'argent chargé d'une croix de gueules (d'azzurro, a due spighe di grano d'oro passate in decusse nella punta, sormontate da un grappolo d'uva dello stesso; al capo d'argento caricato di una croce di rosso) |
|        | Fourilles D'azur au chevron ondé d'argent accompagné en chef à senestre d'un épi de blé, à dextre d'un épi de maïs et en pointe d'une grappe de raisin feuillée, le tout d'or (d'azzurro, allo scaglione ondato d'argento, accompagnato in capo a sinistra da una spiga di grano, a destra da una spiga di mais e in punta da un grappolo d'uva fogliato, il tutto d'oro) Incongruenza tra disegno e blasonatura: nel capo la spiga di grano è rappresentata a destra e quella di mais a sinistra.                                                                                            |
|        | Gennetines Parti, au premier de gueules à un genêt d'or tigé et feuillé de sinople, au second d'argent à un dragon du même armé et lampassé de gueules (partito: nel 1º di rosso a una ginestra d'oro fustata e fogliata di verde; nel 2º d'argento, al drago dello stesso, armato e lampassato di rosso) Incongruenza tra disegno e blasonatura: il drago è rappresentato di verde e non d'argento. |
|        | Huriel D'azur à trois gerbes de blé d'or liées de gueules (d'azzurro, a tre covoni di grano d'oro, legati di rosso) |
|        | Hérisson D'azur à un hérisson d'or (d'azzuro, all'istrice d'oro) |
|        | Jaligny-sur-Besbre d'or au dauphin d'azur, à la quintaine d'argent au mât de gueules brochant sur le tout; à la filière du même (d'oro, al delfino d'azzurro, alla quintana d'argento col palo di rosso attraversante sul tutto; alla filiera dello stesso) |
|        | Lapalisse De gueules, à cinq pals éduits et aiguisés d'argent (di rosso, a cinque pali ridotti e aguzzati d'argento) De sinople, au sautoir d'or (di verde, al decusse d'oro) |
|        | Limoise D'or à trois feuilles d'orme de sinople, au chef bastillé de trois pièces de gueules chargé d'une coquille d'or accompagnée de deux molettes d'argent (d'oro, a tre foglie d'olmo di verde; al capo merlato di tre pezzi di rosso, caricato di una conchiglia d'oro accompagnata da due rotelle di sperone d'argento) |
|        | Montluçon d'azur au château d'argent, sur une montagne d'or, le tout surmonté d'un soleil de même (d'azzurro, al castello d'argento, su una montagna d'oro, il tutto sormontato da un sole dello stesso) alias: De gueules à un mont d'or, au chef de sable chargé d'une lanterne d'argent (di rosso, al monte d'oro; al capo di nero caricato di una lanterna d'argento) |
|        | Moulins d'argent aux trois croisettes ancrées de sable, ajourées du champ, au chef d'azur chargé de trois fleurs de lys d'or (d'argento, a tre crocette ancorate di nero, forate del campo, al capo d'azzurro caricato di tre gigli d'oro) |
|        | Sainte-Thérence D'azur à la fasce ondée d'argent à la tour d'or maçonnée et ajourée de sable brochant au chef d'or chargé d'un léopard de gueules. (-) |
|        | Sorbier parti, au premier d'argent à une feuille composée de sorbier de sinople, au second de gueules à trois roses d'or (partito: nel 1º d'argento, alla foglia composta di sorbo di verde; nel 2º di rosso, a tre rose d'oro) |
|        | Vendat D'azur à trois lionceaux d'argent (d'azzurro, a tre lioncelli d'argento) |
|        | Vichy D'or aux deux fasces d'azur et aux deux pals d'argent brochant sur le tout (d'oro, a due fasce d'azzurro, con due pali d'argento attraversanti sul tutto) |
|        | Viplaix D'azur à la bande d'argent chargée d'une épée de gueules, accompagnée de deux gerbes de blé d'or liées de gueules (d'azzurro, alla banda d'argento caricata di una spada di rosso, accompagnata da due covoni di grano d'oro legati di rosso) |